# Луханино
Луханино — село в Яковлевском районе Белгородской области России.
Входит в состав Алексеевского сельского поселения.

## История
На начало 1860-х годов в деревне Луханиной ревизских душ, получивших надел, было 359. По документам переписи 1882 года Обоянского уезда Красненской волости деревня Луханина имела 138 дворов и 1085 жителей (544 муж., 541 жен.); в деревне было 55 амбаров, 59 риг, 12 «промышленных заведений» и кабак.

## География
Расположено восточнее административного центра села Алексеевка на левом берегу реки Пенка.
Через село проходит автомобильная дорога.

### Улицы
- пер. Лесной
- ул. Молодёжная
- ул. Народная
- ул. Новая
- ул. Поляна
- ул. Речная

## Население
| 2002 | 2010 |
| ---- | ---- |
| 275  | ↗338 |